# Podiceps
Genre
Le genre Podiceps comprend huit espèces vivantes de grèbes.

## Liste des espèces
D'après la classification de référence (version 14.1, 2024) de l'Union internationale des ornithologues, il y a 9 espèces (dont 1 éteinte) du genre Podiceps (ordre philogénique) :
- Podiceps major (Boddaert, 1783) – Grand Grèbe ;
- Podiceps grisegena(Boddaert, 1783) – Grèbe jougris ;
- Podiceps cristatus (Linnaeus, 1758) – Grèbe huppé ;
- Podiceps auritus (Linnaeus, 1758) – Grèbe esclavon ;
- Podiceps nigricollis Brehm, CL, 1831 – Grèbe à cou noir ;
- † Podiceps andinus (Meyer de Schauensee, 1959) – Grèbe des Andes ;
- Podiceps occipitalis Garnot, 1826 – Grèbe aux belles joues ;
- Podiceps taczanowskii Berlepsch & Stolzmann, 1894 – Grèbe de Taczanowski ;
- Podiceps gallardoi Rumboll, 1974 – Grèbe mitré.

Parmi celles-ci, une espèce est éteinte :
- † Podiceps andinus (Meyer de Schauensee, 1959) – Grèbe des Andes.